# المقاطعة (حيران)

تعديل مصدري - تعديل

المقاطعة هي إحدى قرى عزلة الدير بمديرية حيران التابعة لمحافظة حجة، بلغ تعداد سكانها 478 نسمة حسب تعداد اليمن لعام 2004.